# E. O. Köpke
Ernst Otto Köpke, kurz E. O. Köpke, auch EO Köpke (* 19. November 1914 in Diez; † 16. August 2009 in Hamburg), war ein deutscher Maler und Grafiker. Sein Œuvre, das in einer 70-jährigen Schaffensperiode von 1934 bis 2004 entstand, ist sehr vielfältig. Es umfasst neben den Schwerpunkten Glasmalerei, Gemälden und Druckgrafik auch zahlreiche Werke von Kunst am Bau, Mosaiken, Gebrauchsgrafik, Buchillustrationen, Entwürfe für liturgische Geräte sowie für Schmuck und keramische Plastiken.
Die Vornamen Ernst Otto wurden vom Künstler selbst nie benutzt, sondern immer zu E.O. beziehungsweise EO zusammengezogen. Dies galt sowohl für die mündliche Anrede, als auch für seine Unterschrift und die Signatur seiner Werke, EOK, seltener EOKöpke.

## Leben

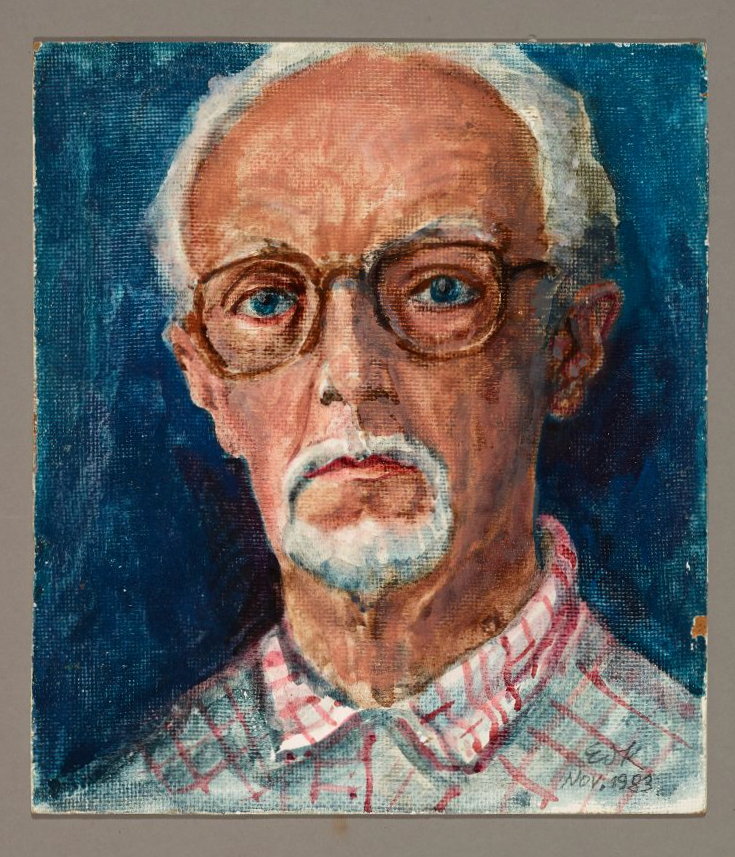
EO Köpke: Selbstportrait, 1983

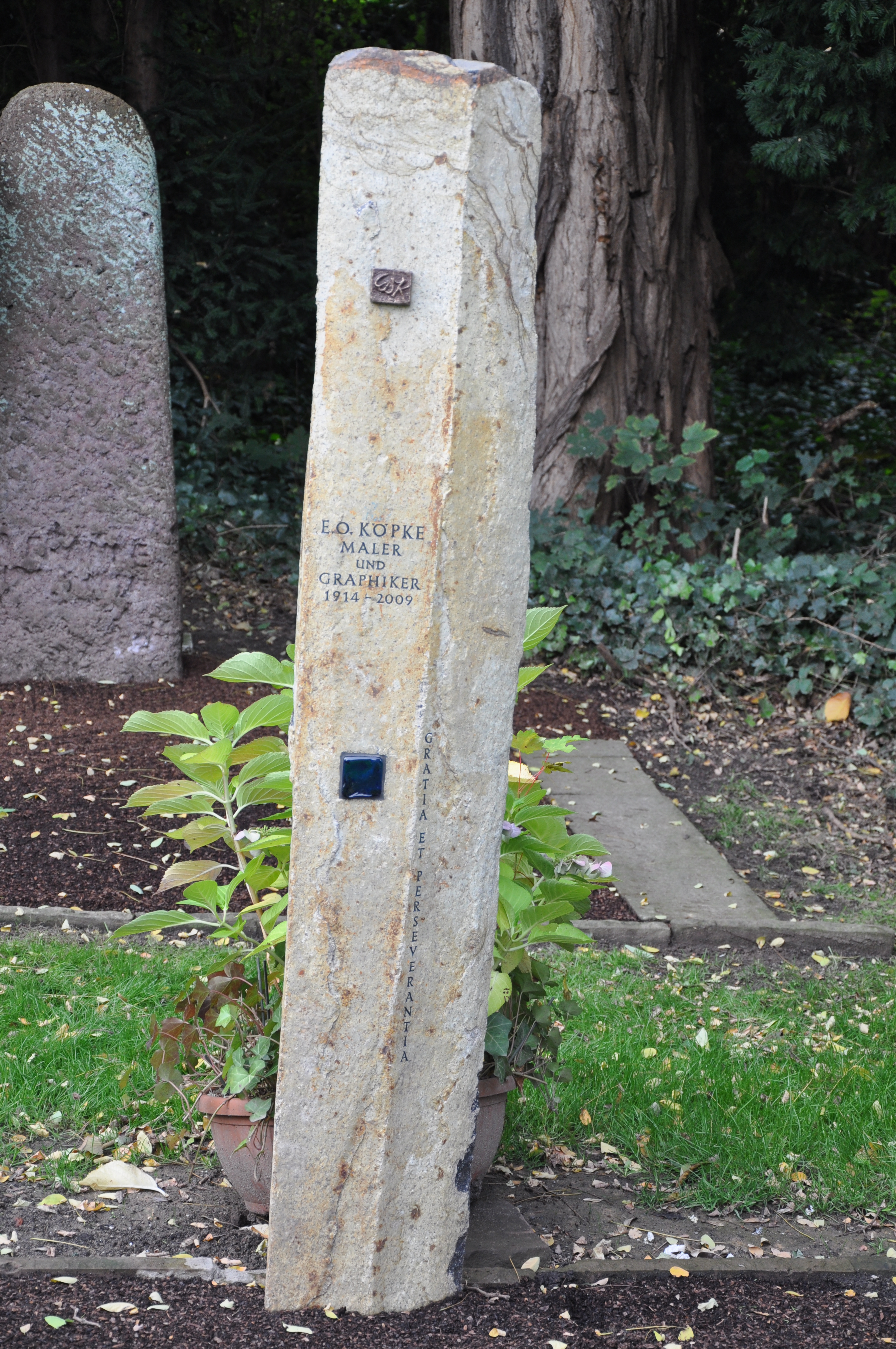
EO Köpke: Grabstein

Ernst Otto Köpke war der Sohn des Arztes Ernst Köpke und dessen Frau Elisabeth, geb. Schmidt. Ab 1921 lebte er in Düsseldorf und studierte von 1933 bis 1936 an der Kunstschule Carp sowie von 1936 bis 1940 an der staatlichen Kunstakademie Düsseldorf bei Werner Heuser und Erhardt Klonk. Sein besonderes Interesse galt immer der Glasmalerei und schon im zweiten Semester wurden seine Chorfenster-Entwürfe für die romanische Kirche St. Lambertus in Kalkum bei Düsseldorf ausgeführt. Weitere Interessengebiete waren Mosaik, Malerei, insbesondere Aquarelle und Druckgrafik.
Bei Ausbruch des Krieges konnte Köpke als „eingeschränkt tauglich“ sein Studium 1940 regulär beenden, ehe er zum Reichsarbeitsdienst und dann zu einer Luftwaffen-Bau-Kompanie eingezogen wurde. Am 4. Dezember 1944 geriet er in amerikanische Kriegsgefangenschaft, aus der er im Februar 1946 entlassen wurde. Das in der Gefangenschaft für seinen erstgeborenen Sohn opulent gestaltete Bilderbuch zur Arche Noah wurde 1984 in einer eigenen Ausstellung im Stadtmuseum in Düsseldorf gezeigt.
Aus zwei geschiedenen Ehen hatte E.O. Köpke drei Kinder. Bis ins hohe Alter folgte er seinem Ideal des „Künstlers“, sich durch eine (wechselnde, aber immer weibliche) „Muse“ inspirieren zu lassen, die er z. T. auch skizzierte oder auch porträtierte.
Eine besondere Beziehung verband ihn mit dem Kunstsoziologen Konrad Pfaff, der über Jahrzehnte in vielfältiger Weise das künstlerische Schaffen Köpkes begleitete. Köpke betrieb von 1979 bis 2004 eine privaten „Malschule“. Eine seiner Schülerinnen ist die Künstlerin und Designerin Janina Lamberty.
Krankheitsbedingt zog er 2006 nach Hamburg, wo er 2009 starb; beerdigt wurde er in seiner Heimatstadt Düsseldorf.

## Werk
Köpkes Werk ist vor allem bekannt durch seine Glasmalereien in vielen Kirchen und öffentliche Bauten im gesamten Rheinland, aber auch darüber hinaus, z. B. in Erlangen und in Berlin. Er wechselte in den 70 Jahren seines künstlerischen Schaffens mehrfach den Malstil. In der Kunstszene der Malermetropole Düsseldorf war er bestens vernetzt und bekannt. In den 1950er Jahren beeinflusste ihn Jackson Pollocks Malweise, danach folgte er in seiner Malerei überwiegend seinem eigenen Weg.
Die Glasmalereien Köpkes sind im Stil zunächst erheblich zeitgebundener als seine Gemälde. Aber auch hier entwickelt er spätestens ab den 1960er Jahren eine unverkennbare künstlerische Handschrift.

### Gemälde, Druckgrafik und Gebrauchsgrafiken
Köpkes Gemälde, „die in ihrer ästhetischen Formulierung mit den Glasmalereien unmittelbar verknüpft sind, sich in vieler Hinsicht befruchten und immer wieder Farb- und Kompositionselemente voneinander übernehmen, bilden einen gewichtigen Teil seines Werkes“. Eine Anzahl von frühen Aquarellen, zwischen 1946 und 1950 in der Umgebung Düsseldorfs gemalt, erwarb die 1985 vom Düsseldorfer Stadtmuseum.
Da er mit seinen Arbeiten (Glasmalereien, Kunst am Bau und Mosaiken) auch wirtschaftlich recht erfolgreich war, konnte er es sich leisten, seine Bilder nicht zu veräußern.
Die Gemälde von Köpke aus der Zeit vor 1950 sind vor allem Porträts, Heiligenbilder und Landschaften. Außerdem schuf er zahlreiche Druckgrafiken in verschiedenen Techniken.
Ab Juli 1957 begann er großflächige, abstrakte Bilder zu malen. In den 1960er Jahren entstanden sogenannte „Signalbilder“ und Bilder „Mit heller Mitte“. Die „Signalbilder“ zeigen eine kräftige Farbigkeit.

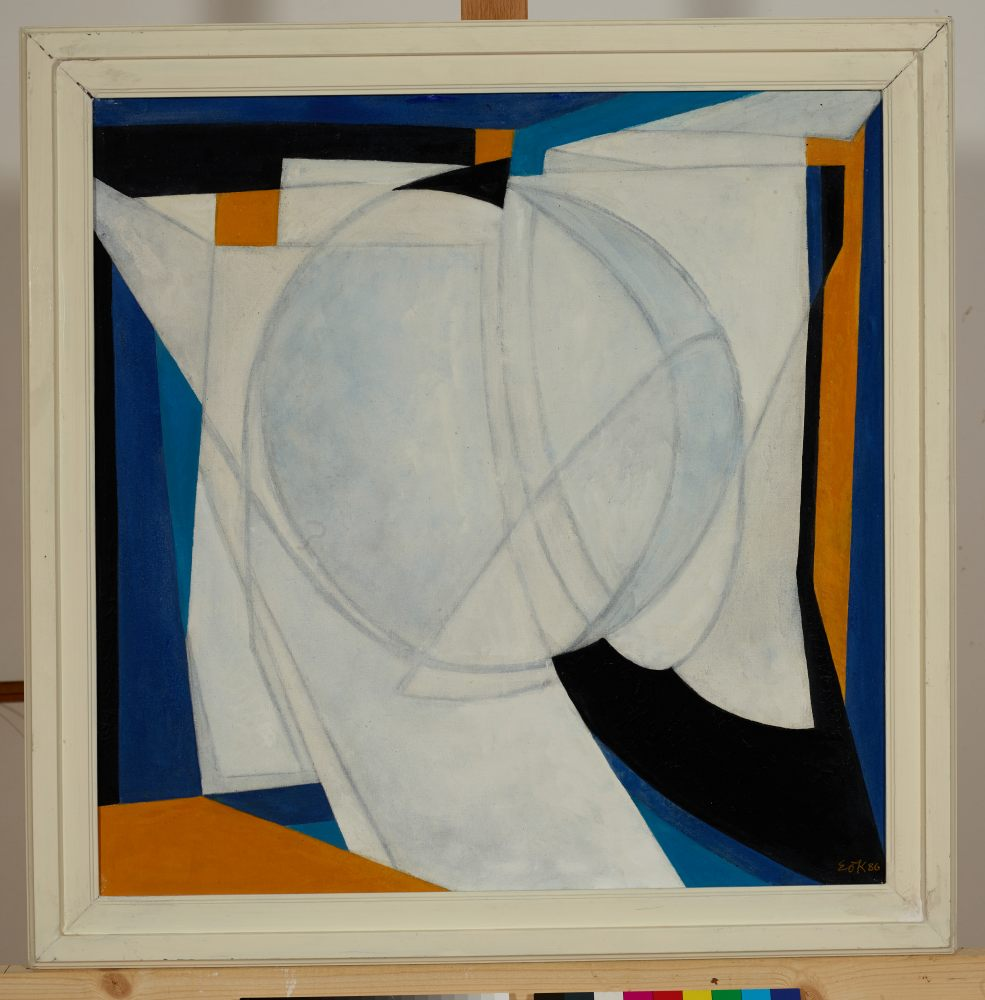
Bild mit heller Mitte 1986

Die „Bilder mit heller Mitte“ erzeugen eine charakterisierende Suggestion, ziehen den Betrachter in die Bildmitte. „Ganz auf die innere Befindlichkeit des Rezipienten abgestellt, kommt dies Malweise mit einer gemilderten, in ihren Werten uneindeutigen Farbstruktur aus. … E.O. Köpkes Bilder ‚mit heller Mitte‘ entfalten … eine der vielen elementaren Relationen und Verhältnisse einer großen Strukturästhetik dessen, was wir uns Schönheit zu nennen trauen.“ Immer wieder erprobte er die verschiedene Wirkung von Farben bei gleichbleibenden geometrischen Formen und wechselnden Bildgrößen und -ausschnitten.
In den 1990er Jahren wurden die Bilder immer großformatiger (bis 3,20 m Höhe und 2 m Breite) und im Stil gleichzeitig organischer, expressiver und farbiger. Daneben experimentierte Köpke weiterhin mit strengen geometrischen Formen. Hervorzuheben sind hier die „Slim-Bilder“, Gemälde von meist 40 cm Breite und über 2 m Höhe. Auch sehr stark monochrome Gemälde, ebenfalls mit geometrischen Elementen, faszinierten ihn in dieser Zeit. Daneben wandte er sich erneut, mit einem Abstand von fast 60 Jahren, der realistischen Porträtmalerei zu. Von diesen Werken befinden sich die meisten heute im Privatbesitz.
Ende der 1970er Jahre gestaltete Köpke kleine, individuell kolorierten Druckgrafiken. Diese „Neujährchen“ zu Neujahr waren nach einem Gedanken aus einem der Gedichtbücher geschaffen.
Als ausgebildeter Grafiker arbeitete er zu Beginn seiner Karriere für Firmen wie z. B. Berliner Firma „Großmarkt“, für die er das gesamte corporate design entwickelte. Damit und mit originellen Hochzeitsanzeigen und andere kleine grafische Arbeiten konnte er finanziell unabhängig leben.

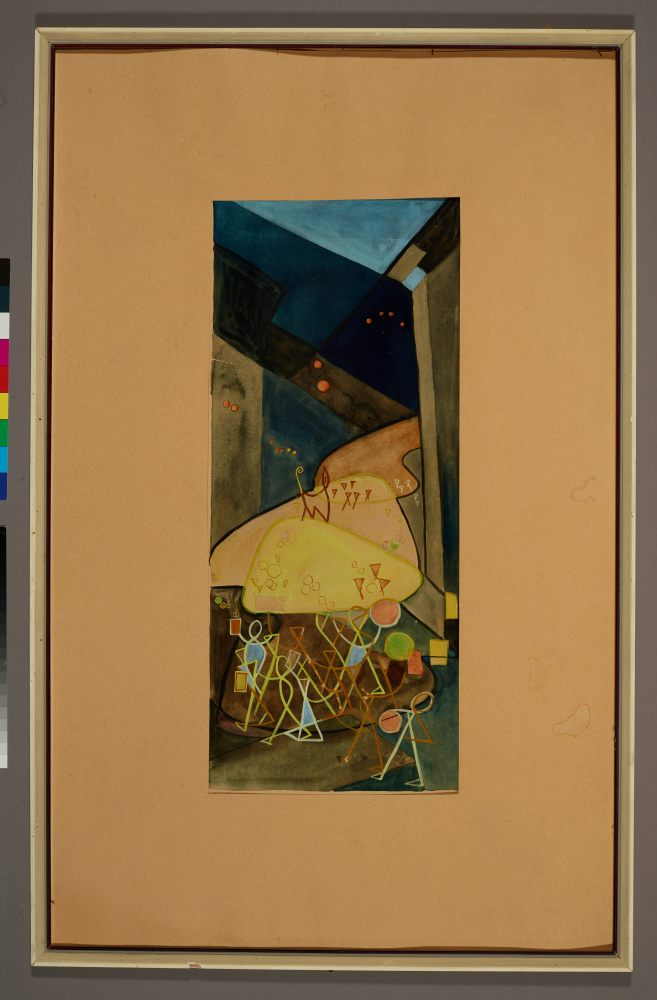
Martinszug in Düsseldorf, 1952
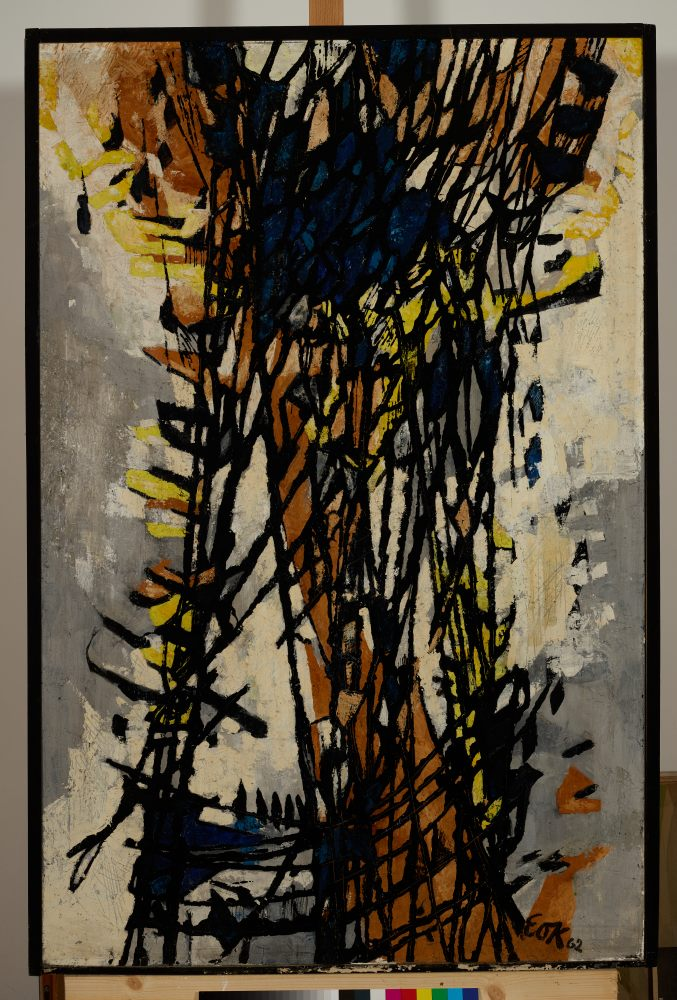
Ohne Titel, 1962
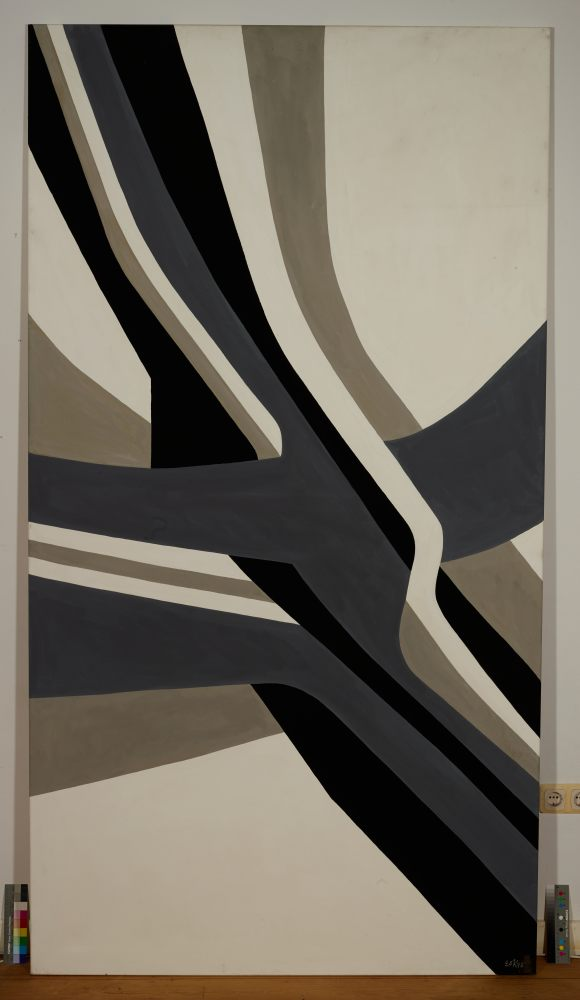
Grosses Grau, 1973
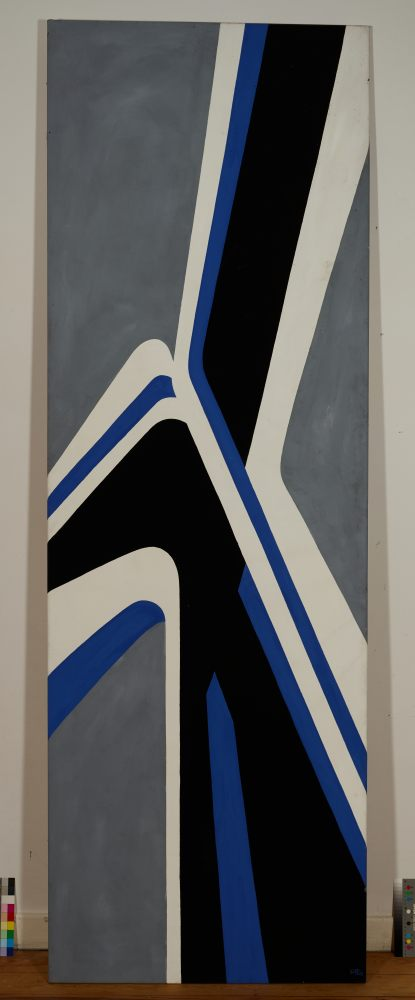
Schwarz, Weiss, Blau auf Grau, 1973
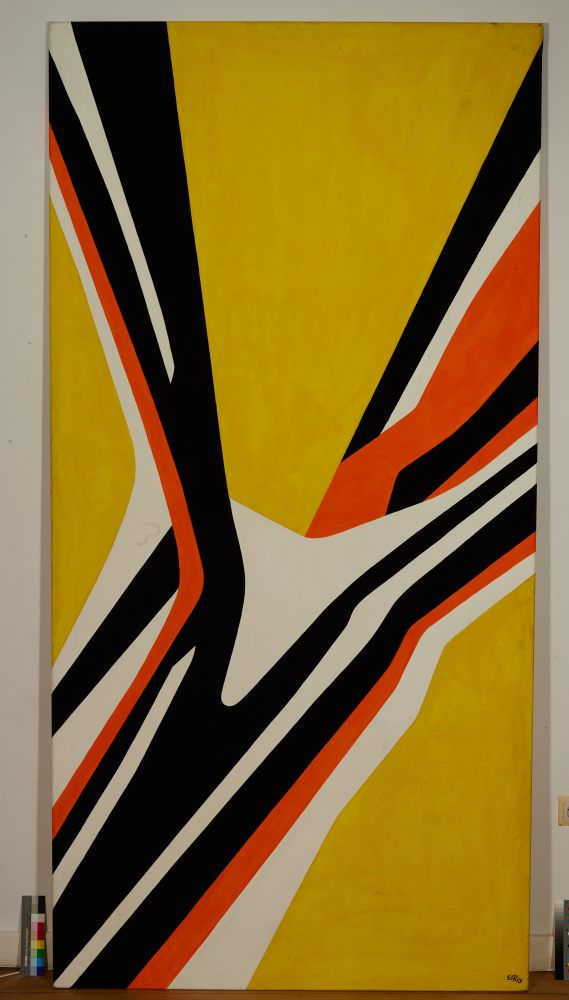
Grosses Sommerbild II, 1973
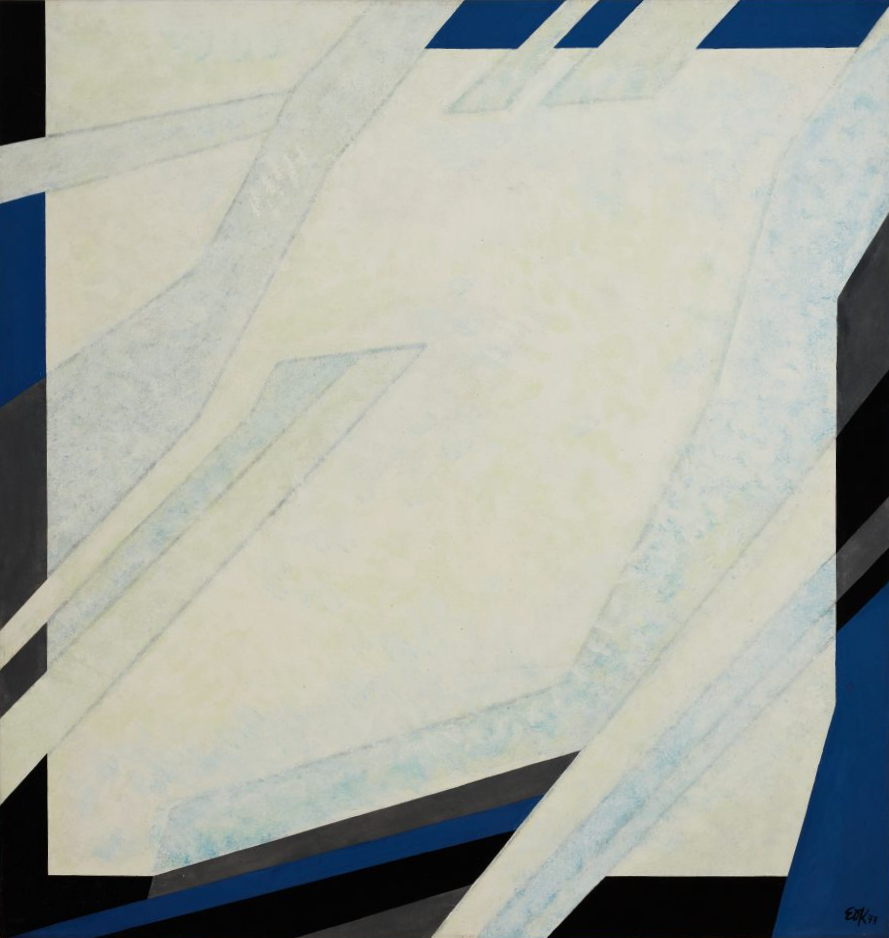
Mit heller Mitte I, Melusine gewidmet, 1977

### Kunst am Bau
Zwischen 1950 und 1970 entstanden im öffentlichen Auftrag zahlreiche Arbeiten für die Stirnwände von Sozialen Wohnungsbauten – Sgraffitos, Drahtplastiken, kombiniert mit baukeramischen, Mosaik- und Emaille-Elementen. Außerdem schuf er großflächige, detailreiche Mosaikarbeiten, die von Puhl& Wagner in Berlin ausgeführt wurden. Für Schulen und Kindergärten, für private Wohnhäuser und einige Gastwirtschaften schuf er Wandmalereien. Die Entwürfe hierzu hat Köpke sorgfältig gesammelt, sie befinden sich vollständig in seinem Nachlass. Im Alter von 89 Jahren war sein letzter großer Auftrag die Ausmalung der Decke des Düsseldorfer Traditionslokals „Killepitsch“.

### Glasmalerei

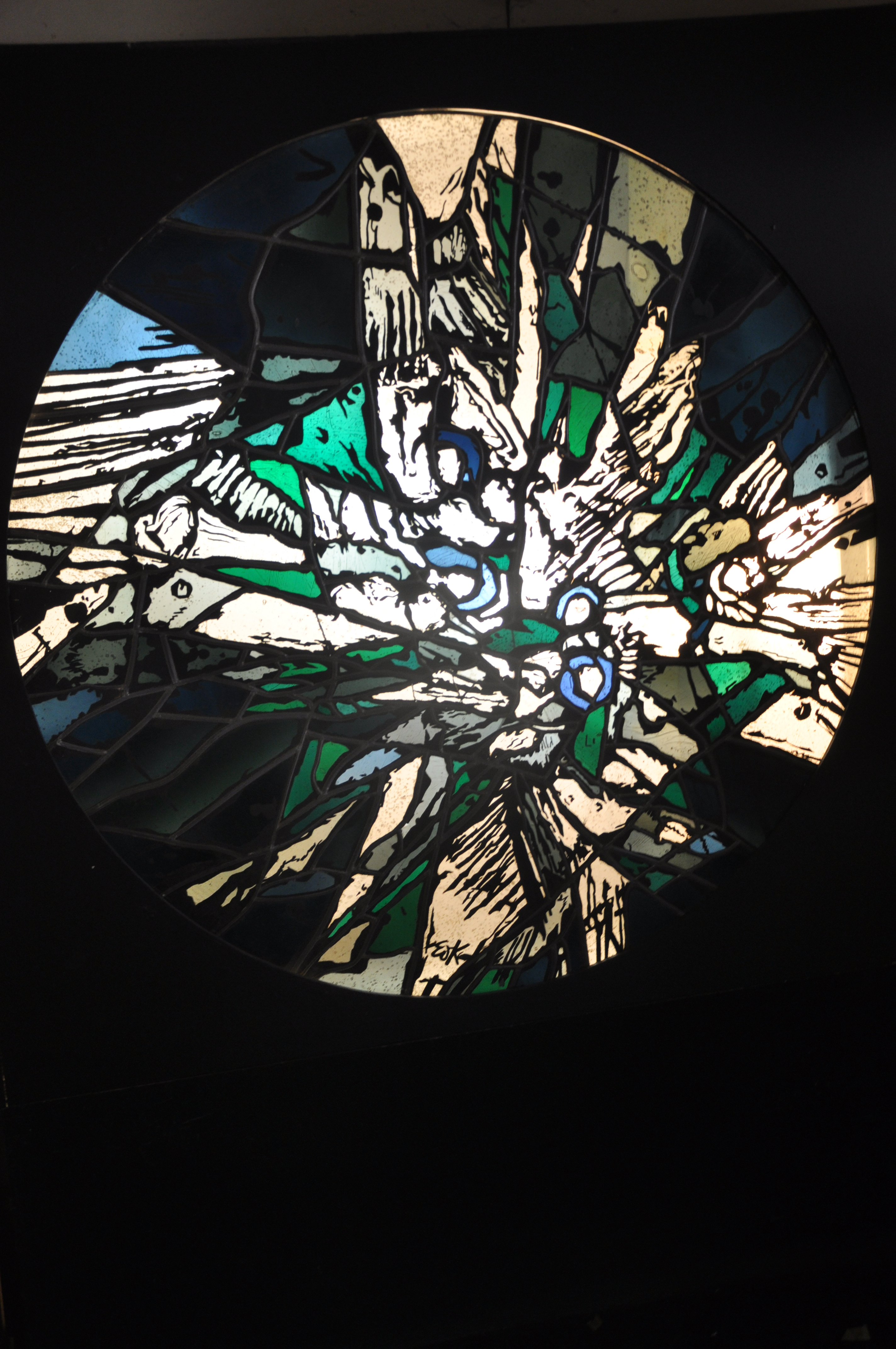
E. O. Köpke: Chorfenster in Düren

In den 1950er-Jahren gestaltet Köpke Fenster mit figürlich-ikonographischen Darstellungen in vielen Kirchen, aber auch in Kliniken und anderen öffentlichen Bauten. Später schuf er überwiegend architekturbezogene Fenster und Fensterwände, mit einem dynamischen Spiel von Farbe und Form. Obgleich Köpke von evangelisch war, arbeitete er für mehrere Konfessionen. Seine Kirchenfenster befinden sich auch in Gemeinden calvinistischer Prägung im Rheinland.
Von Köpke geschaffene Fenster sind in fast 50 Kirchen, Kapellen und Landeskrankenhäusern unter anderem in Andernach, Bedburg-Hau, Berlin, Duisburg, Düren, Düsseldorf, Dinslaken, Essen, Erkelenz, Euskirchen, Hürth-Efferen, Kalkum, Kleve, Köln, Königsdorf, Mühlheim, Neuss, Rheinbach und Velbert zu sehen. Die letzten großen Fenster schuf er 1999 noch im Alter von 85 Jahren für die gotische Kirche St. Maria Magdalena in Erlangen-Tennenlohe.
Ein Fenster von Köpke in der Essener Kirche St. Thomas Morus wurde kurz nach seiner Einsetzung 1952 als „zu modern“ übermauert. 2009 und 2010 wurde die Apostelkirche in Düsseldorf-Gerresheim abgerissen, das rund 140 m2 (12 m × 12 m) großes Fenster wurde in zerlegter Form gesichert. Andere Fenster wurden zwischenzeitlich vollständig zerstört, so etwa die eng mit der Innenausstattung von Ewald Mataré abgestimmten Glasarbeiten in der Kuppel der 1954 errichteten St.-Rochus-Kirche in Düsseldorf-Derendorf.
Als eines seiner Meisterwerke gilt die 14 m breite, ca. 80 m2 große Fensterwand in der Evangelischen Kreuzkirche in Andernach, lange Zeit als weltweit größte Glasmalerei angesehen.
Auch in zahlreichen öffentlichen Gebäuden, wie etwa im Ratssaal von Duisburg und in verschiedenen Jugendheimen, befinden sich Glasmalereien von Köpke, ebenso in einer Reihe von Privathäusern und Firmengebäuden. Hervorzuheben sind seine Fenster und Mosaiken in Berlin-Dahlem für das letzte vom Architekten Hans Scharoun entworfene Einfamilienhaus.

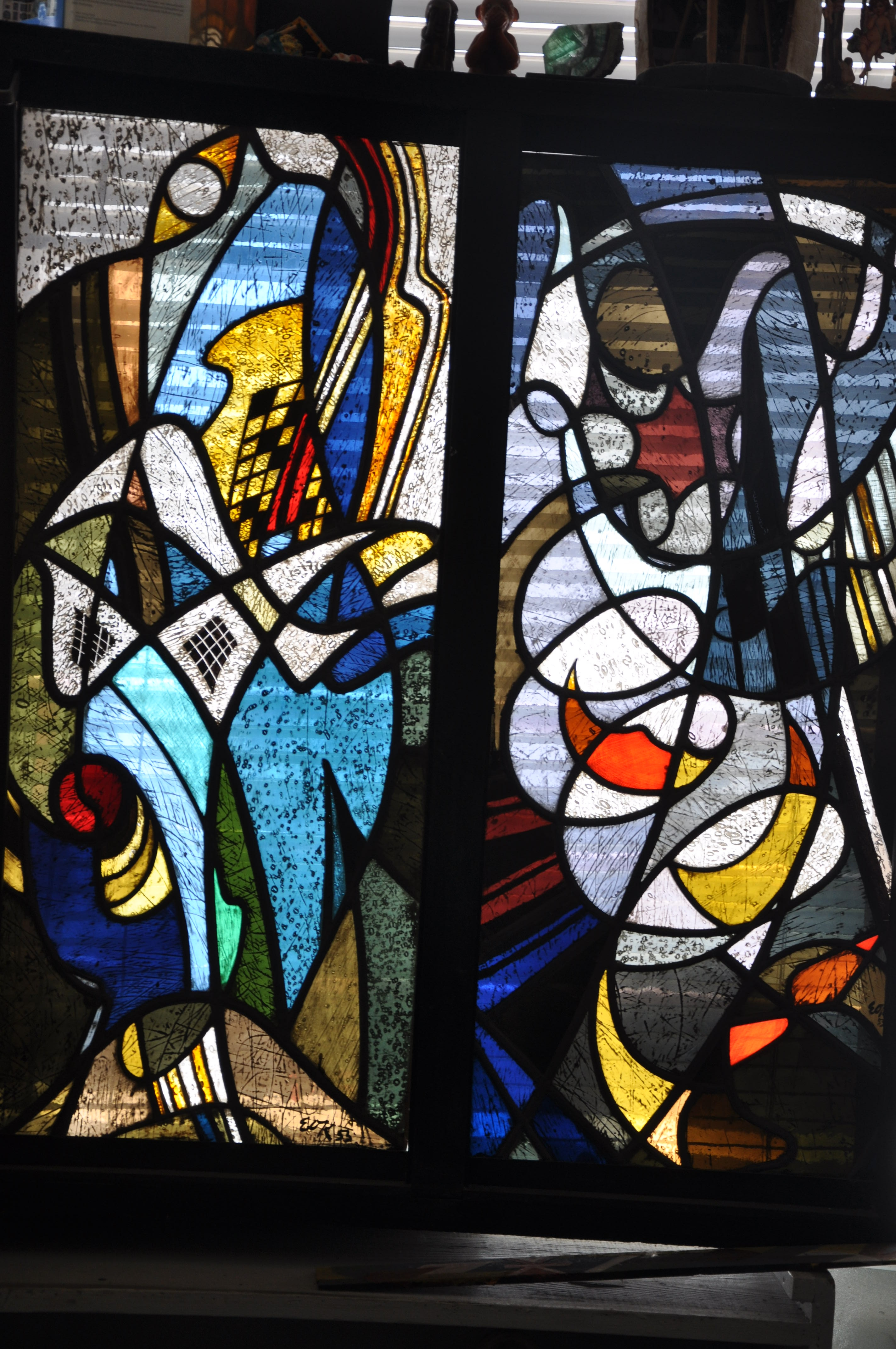
Kleine Glasmalerei
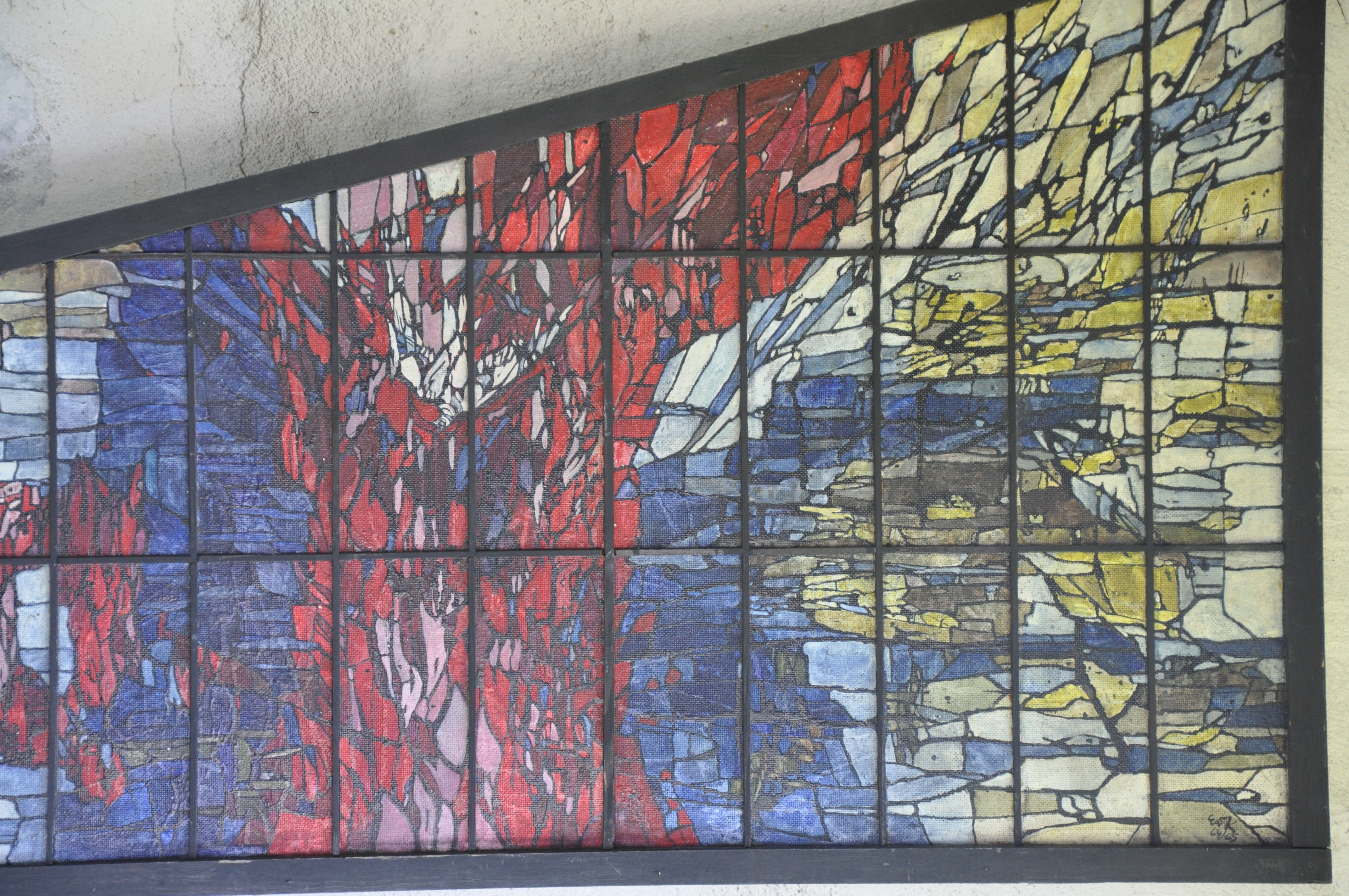
Entwurf für die Kreuzkirche Andernach

### Nachlass
Gemäß der testamentarischen Verfügung wurde der künstlerischer Nachlass erst seit 2019 aufgearbeitet. Das Gesamtwerk umfasst ca. 3.000 Posten unterschiedlicher Größe und Qualität, von kleinen (signierten) Skizzen bis hin zu Großgemälden. Hinzu kommen etwa 2.000 Fotos zu Werken des Künstlers in situ, sowie eine große Menge schriftlicher Unterlagen, einschließlich der vollständigen Tagebuchaufzeichnungen von 1949 bis 2004. Mit der Veröffentlichung des künstlerischen Gesamtwerkes im Internet ist Ende 2022 zu rechnen.

## Ausstellungen
Zahlreiche Ausstellungsbeteiligungen seit 1946

### Einzelausstellungen
- 1961, 1962, 1963: Werkstattausstellungen in der Glasmalerei G. Gassen
- 1966: Galerie Jülicher, Mönchengladbach
- 1966: Institut für Kirchenbau der Universität Marburg
- 1974: Galerie Baukunst, Köln
- 1975: Galerie „K“, Herford
- 1975: Galerie Esteburg, Jork
- 1978: Kunstverein, Marburg/Lahn
- 1979: Nürnberg-Forum Egidienkirche, Nürnberg
- 1980: Goslar
- 1982: Museum Abtei Liesborn, Wadersloh
- 1984: „Die Geschichte von der Arche Noah“, Stadtmuseum, Düsseldorf
- 1985: „E.O. Köpke. Arbeiten von 1950 bis heute“, Stadtmuseum, Düsseldorf